# 大棕蝠
大棕蝠（学名：Eptesicus serotinus）为蝙蝠科棕蝠属的动物。分布于台湾以及中国大陆的贵州、河南、山东、四川、江苏、新疆、福建、浙江、天津、江西、黑龙江、云南、广西、陕西、甘肃、河北、吉林、宁夏、安徽、内蒙古、上海、山西、辽宁等地，常见于树林、岩洞以及家舍。该物种的模式产地在法国。

## 亚种
- 大棕蝠云南亚种（学名：Eptesicus serotinus andersoni），Dobson于1871年命名。分布于台湾以及中国大陆的安徽、云南、江苏、福建、浙江等地。该物种的模式产地在云南腾冲。[2]
- 大棕蝠台湾亚种（学名：Eptesicus serotinus horikawai），Kishda于1924年命名。分布于台湾等地。该物种的模式产地在台湾。[3]
- 大棕蝠甘肃亚种（学名：Eptesicus serotinus pallens），Miller于1911年命名。在中国大陆，分布于黑龙江、内蒙古、河南、河北、山东、吉林、陕西、辽宁、山西、甘肃、新疆、四川等地。该物种的模式产地在甘肃。[4]